# Halmstadspexet HASP
Halmstadspexet HASP är ett studentspex i Halmstad.

## Spex som Halmstadspexet uppfört
- 2016   Regalskeppet Vasa - Ett spex som går till botten med historien (Kulturhuset) Anakronismen: Kapten Haddock
- 2015   Vlad III Dracule - Tills döden skiljer oss åt! (Kulturhuset) Anakronismen: Hermione Granger
- 2014   1968 - Släpp studenterna loss! (Kulturhuset)
- 2013   Studentrevyn 2013 (Figarosalen)
- 2012   Ingen föreställning detta år
- 2011   Wasa - Sveriges framtid, en knäckefråga (Figarosalen) Anakronismen: Kulla-Gulla
- 2010   Marilyn Monroe - En skönhet i knipa (Figarosalen)
- 2009   Jack the Ripper - En knivskarp historia (Halmstads Teater) Anakronismen: Jokern
- 2008   Hastings TIO66 - Ett spex som får dig att tänka té (Halmstads Teater)
- 2007   Halmstad anno 1503 - På spaning i stan (Halmstads Teater) Anakronismen: James Bond
- 2006   Gustav III (Halmstads Teater Anakronismen: Darth Vader
- 2005   Trubbel på olympen (Halmstads Teater)
- 2004   Karin Boye (Halmstads Teater)
- 2003   Amerikanska inbördeskriget (Halmstads Teater)
- 2002   Franska revolutionen (Halmstads Teater) Anakronismen: Gustave Eifell
- 2001   Nefertiti (Halmstads Teater) Anakronismen: Indiana Jones
- 2000ht När Halmstad blev svenskt (Stora Torg)
- 2000   Kalabaliken i Bender (Halmstads Teater)
- 1999   Nero (Halmstads Teater)
- 1998   Erik XIV (Figarosalen)
- 1997   Ansgar (Visionen)
- 1996   Karl XI (Visionen)
- 1995   Paus
- 1994ht Jasus (Sannarpsskolan)
- 1994vt Det var en annan gång (Visionen)
- 1993   Jesus, it's a girl (Sannarpsskolan)